# Руска Хата (журнал)
«Руска Хата» — «ілюстрована чесопись літератури, штуки і сучасного життя». Літературний журнал, друкований орган «модерністів», виходив двічі на місяць у Львові в 1905 (124 частин) і 1906 (1 частина). Видавці і редактори — Денис Сембратович і Я. Небиловець.
Це був невеличкий ілюстрований часопис, що виходив у 1905—1906 роках за редакцією Сембратовича. Крім поетичних творів публіковано тут дещо з наукових розвідок, огляди політичного життя на західноукраїнських землях, новини, інформації.
Часопис ставив своїм завданням 
| бути приступним родинам широких кіл, де «Літературно-Науковий Вісник» був затяжкий, ідучи шляхом вселюдських ідеалів добра і краси |.
У часописі «Руска Хата» співпрацювали молодомузці В. Бирчак, Петро Карманський, Богдан Лепкий, Остап Луцький, Василь Пачовський, Осип Шпитко, Михайло Яцків.
З інших: В. Будзиновський, О. Коваленко, М. Павлик (опублікував листування М. Драгоманова з Н. Кобринською).
У 10-18 частинах був надрукований есей Михайла Міхновського «Spirillum patricianum ukrainophilicum».
Проте широкі кола зустріли Руську Хату досить прохолодно. За пів року видавництво робить такий підсумок: 
| Число читаючих і розуміючих потребу такого видавництва у нас ще дуже маленьке, та й то не всі читаючі вважають своїм обов'язком заплатити за побирану часопись... Боремося від першого і до нинішнього числа з недоборами. |
По закінченні року ситуація не змінилася. Надії, що в наступному році суспільність підіпре наші змагання щиріше, як в минулому році, як писав часопис, — не здійснилися. І вже на початку 1906 року він перестав виходити. Його місце заступив новий місячник під назвою «Світ», що його з 26 грудня почав видавати В'ячеслав Будзиновський.